# Michael Rummenigge
Michael Rummenigge (Lippstadt, 3 februari 1964) is een voormalig Duits voetballer. Hij is de jongere broer van oud-profvoetballer Karl-Heinz Rummenigge.

## Clubcarrière
Rummenigge speelde tussen 1982 en 1995 voor Bayern München, Borussia Dortmund en Urawa Red Diamonds.

## Interlandcarrière
Rummenigge debuteerde in 1983 in het Duits nationaal elftal en speelde 2 interlands.

## Erelijst
FC Bayern München
- Bundesliga

1985, 1986, 1987
- DFB-Pokal

1982, 1984
 Borussia Dortmund
- DFB-Pokal

1989